# ロバート・トゥルヒーヨ
ロバート・トゥルヒーヨ（Robert Trujillo、本名 Roberto Agustin Miguel Santiago Samuel Trujillo Veracruz、1964年10月23日 - ）は、メキシコ系アメリカ人のベーシスト、アメリカのヘヴィメタルバンド、メタリカのメンバー。サンタモニカ出身。身長175cm。

## 人物
父親は地元の高校教師。モータウンのファンだった母親の影響で、幼い頃からファンクを中心とした音楽に囲まれて育つ。
1989年にスイサイダル・テンデンシーズに加入。1991年には、マイク・ミューアと共にサイドプロジェクト、インフェクシャス・グルーヴスで活動する。
1991年に、クロエという女性ミュージシャンと結婚しており、一男一女を授かる。
ブラック・レーベル・ソサイアティやオジー・オズボーンなどのバンドを経て、2003年にメタリカに加入。
腰ぐらいまでの黒い長髪、そしてBボーイのようなタンクトップにハーフパンツという容姿で、他のメンバーとは一線を画す。ちなみに、そのタンクトップには「METALLICA SANFRANCISCO」と記されている。
趣味は、スケートボードとサーフィン。

### プレイ・スタイル
- アグレッシブな表情を浮かべながら、かなり低く構えた体制で5弦ベースを指で弾く。
- 主にツー・フィンガー奏法で「Battery」などの高速曲にも対応する。メタリカのライヴでは、１ステージを通しての指の筋力、スタミナの面でのペース配分を考慮し、ツー・フィンガー、フリー・フィンガー、ワン・フィンガーのオルタネイトを、指のコンディションや曲調に合わせ、臨機応変に使い分けている。指弾きが主だが、ライブでは正三角形型のピックも持ち合わせ、日本公演では終演後に観客に投げ配る時がある。
- ジャコ・パストリアスを「青春時代のヒーローだった」と崇拝している[1]。そのジャコが、生前「Bass of Doom」と呼んで愛用していたフェンダー・ジャズベースが行方不明になっていたが、2010年にニューヨークの楽器店が所有していたことが判明。しかし、遺族が返却を求めたところ拒否され、法廷争いになりかけたが、そのベースをロバートが買い取り、遺族に返すと申し出た。遺族は深く感謝し、ロバートに託した[2]。ステージでのカニ歩きやスキップからも、その影響が垣間見られる。2013年、ジャコ・パストリアスのドキュメンタリー映画の製作に参加していると語っている[3]。映画は2016年に公開された。公開と同時にリリースされたサウンドトラックCDには、自身のプロジェクトであるマス・メンタル名義でジャコの楽曲をカバーしている。
- インフェクシャス・グルーヴス時代はスラップ奏法を押し出していたが、メタリカ加入後からはあまり披露しなくなった。
- メイン・ベースは、ワーウィックのカスタム・モデルで、ジャズベースタイプのEMG製アクティブ・ピックアップをネック側とブリッジ側にそれぞれ搭載している。また、フェンダーのプレシジョンベースとジャズベース、ゾン、フェルナンデス、トバイアスのベースも使用する。
- 個性的なトーンで、ディストーション（歪み）を強くかけた、クリフ・バートンを意識したような音である。ベースソロだと一際よくわかるが、かなり太い音でもある。また、ライヴなどではワウを多用することがある。
- コーラスワークに関しては、安定感のある中低音の強い野太いコーラスを聴かせる。
- 「Seek & Destroy」の演奏途中、スピンを披露するのが恒例になっている。
- ステージでは、ドラマーのラーズ・ウルリッヒと向かい合って演奏する場面が度々見られる。

## ディスコグラフィー

### ブラック・レーベル・ソサイアティ
- 1919☆エターナル - 1919☆Eternal (2002年)
- Boozed, Broozed, and Broken-Boned (Live DVD) (2002年)

### ジェリー・カントレル
- ディグラデイション・トリップ - Degradation Trip (2002年)
- ディグラデイション・トリップ・完全盤 - Degradation Trip Volumes 1 & 2(2002年)

### インフェクシャス・グルーヴス
- The Plague That Makes Your Booty Move...It's the Infectious Grooves (1991年)
- Sarsippius' Ark (1993年)
- Groove Family Cyco (1994年)
- Mas Borracho (2000年)

### スイサイダル・テンデンシーズ
- Controlled By Hatred/Feel Like Shit...Déjà Vu (EP)  (1989年)
- ライツ…カメラ…レボリューション - Lights...Camera...Revolution!  (1990年)
- アート・オブ・リベリオン - The Art of Rebellion  (1992年)
- スティル・サイコ・アフター・オール・ジーズ・イヤーズ - Still Cyco After All These Years  (1993年)
- スイサイグル・フォー・ライフ - Suicidal for Life -  (1994年)
- プライム・カッツ - Prime Cuts -  (1997年)

### グレン・ティプトン
- 炎の洗礼 - Baptizm Of Fire（1997年）

### マス・メンタル
- How to Write Love Songs （1999年）
- Live in Tokyo （2001年）

### オジー・オズボーン
- ダウン・トゥ・アース - Down to Earth （2001年）
- ブリザード・オブ・オズ〜血塗られた英雄伝説 リマスター - Blizzard of Ozz Reissue （2002年）
- ダイアリー・オブ・ア・マッドマン リマスター - Diary of a Madman Reissue （ 2002年）
- ライヴ・アット武道館 - Live at Budokan （2002年）

### メタリカ
- セイント・アンガー - St. Anger (DVD Studio Performance Only) （2003年）
- デス・マグネティック - Death Magnetic （2008年）
- ハードワイアード…トゥ・セルフディストラクト - Hardwired... to Self-Destruct （2016年）